# ヒスチジン
ヒスチジン (histidine) はアミノ酸の一種で2-アミノ-3-（1H-イミダゾール-4-イル）プロピオン酸のこと。略号は His あるいは H。名前はギリシャ語で「組織」という意味。
塩基性アミノ酸の一種で、必須アミノ酸。糖原性を持つ。側鎖にイミダゾリル基という複素芳香環を持ち、この部分の特殊な性質により酵素の活性中心や、蛋白質分子内でのプロトン移動に関与している。蛋白質中では金属との結合部位となり、あるいは水素結合やイオン結合を介してその高次構造の維持に重要な役割を果たしている。 
ヒスタミンおよびカルノシン生合成の前駆体でもある。
1896年に、ドイツの医学博士アルブレヒト・コッセルとSven Gustaf Hedinによって単離された。

## 必須アミノ酸
当初、乳幼児にのみ必須なアミノ酸と考えられていたが、1975年に大人も必要とする必須アミノ酸であるという根拠が出された。1985年に、国際連合食糧農業機関（FAO）、世界保健機関（WHO）、国際連合大学（UNU）が発表した基準アミノ酸をもとに、必須アミノ酸として扱われるようになった。

## イミダゾリル基
窒素原子に結合したプロトン (H+) の着脱を起こし、塩基または非常に弱い酸として働く。また、二重結合の位置と水素原子が移動した互変異性体が平衡状態にある。いずれの構造の場合でも、水素原子を持たない側の窒素原子が容易に水素原子と反応し、同時に他方の窒素原子上にある水素原子を放出する。結果として、水素原子を運ぶ担体として機能することができる。
炭酸脱水酵素中では活性中心の亜鉛に結合した水分子からプロトンを引き抜いて活性型を再生させ、触媒三残基においてはセリン、トレオニン、システインからプロトンを引き抜き、それらを求核剤として活性化させる役割を果たす。

## 合成法
フルクトースとホルマリンとアンモニアからヒドロキシメチルイミダゾールを作り、この塩化物にアセトアミドマロン酸エステルを縮合して作る。

## 安全性
ヒトにて1日4.5グラムまでの投与で副作用は報告されていない。1日24-64グラムではいくつかの副作用が報告されている。
ヒスチジンは青魚に多く含まれる傾向にあり、青魚が死んでから時間が経つと魚肉に含まれる酵素によりヒスタミンに変化するため、スコンブロイド食中毒(ヒスタミン食中毒)の原因になることが有る。